# Ostrovok.ru
Острово́к (стилизовано как Острово́к!) — российский сервис онлайн-бронирования отелей. Основан в 2010 году Сергеем Фаге и Кириллом Махаринским.
На сайте доступно более 2 млн вариантов размещения, ежемесячная аудитория сервиса оценивается в более чем 19,5 миллиона уникальных посетителей. Оборот компании по итогам первых трёх кварталов 2018 года составил $508,2 млн. Партнерами Ostrovok.ru являются такие компании, как Мегафон, HotelsCombined, TripAdvisor, аэропорт Шереметьево, Aviasales, Kayak.

## История
Компания была основана в 2010 году российскими предпринимателями Сергеем Фаге и Кириллом Махаринским, уже имевшими опыт создания успешных бизнес-проектов в Кремниевой долине, после привлечения первых инвестиций в размере $13,6 млн от ряда иностранных инвесторов. В онлайне сайт Ostrovok.ru появился 11 июля 2011 года. После этого был открыт первый офис компании в Москве, для работы в котором были приглашены эксперты из Google, Yandex, Booking, British Airways и других компаний. Позже был запущен сервис Extranet для управления объектами размещения и подписаны первые прямые контракты с отелями. За первый год работы сервис попал в список лучших стартапов по версии Forbes.
В 2012 году Ostrovok.ru стал резидентом Инновационного центра Сколково. В апреле этого же года Ostrovok.ru заключил соглашение о партнёрстве с австралийским метапоисковиком гостиниц HotelsCombined, в результате которого компании получили общий доступ к базам данных предложений друг друга. В этом же году были выпущены первые версии клиентских приложений для мобильных устройств на базе IOS и Android.
Весной 2013 года в компанию были инвестированы ещё $25 млн. К концу года Ostrovok вошёл в список лучших стартапов по версии журнала «Секрет фирмы», заняв пятое место в общем зачёте и первое в категории «Отдых и развлечения», а также стал «лучшим интернет-сервисом» по версии National Geographic Traveler.
В 2014 году был запущен сервис по работе с юридическими лицами (B2B.ostrovok.ru) и программа лояльности. В 2016 году Ostrovok.ru занял второе место в рейтинге сайтов российской индустрии гостеприимства по версии SimilarWeb.
В сентябре 2018 года Ostrovok.ru стал партнёром АК «Победа», которая на базе решений «Островка» запустила собственную программу бронирования мест размещения своих пассажиров.
2 апреля 2024 года сервис провёл ребрендинг. Вместо названия Ostrovok.ru сервис теперь использует название «Островок». К эмблеме добавился восклицательный знак.

## Особенности сервиса
Сервис представляет собой информационно-технологическую онлайн-платформу поиска и бронирования отелей по всему миру, а также поиска авиабилетов. В зависимости от модели сотрудничества компании с каждым конкретным отелем, пользователю предлагается один из трёх способов совершения бронирования: гарантия бронирования с помощью банковской карты, бронирование без карты и бронирование и оплата по банковской карте. Если необходима полная предоплата, то для бронирования пользователю предлагается форма оплаты, реализованная на сайте Ostrovok.ru.
Представители отелей и гостевых домов жалуются на отсутствие функции подтверждения заказа.
По данным на 2018 год на сайте доступно более 1 миллиона вариантов размещения, а также информация об отелях, предоставленная их владельцами или их представителями. На ресурсе также предусмотрен доступ к отзывам пользователей, интегрированный с TripAdvisor.
Помимо основной функции сервиса, на Ostrovok.ru доступен поиск авиабилетов и работает отдельный сервис по взаимодействию с юридическими лицами. API Ostrovok.ru используется такими компаниями, как Мегафон, HotelsCombined, TripAdvisor, аэропорт Шереметьево, Aviasales, Kayak. Для постоянных клиентов компанией предусмотрены скидки.

## Собственники и руководство
Сервис Ostrovok.ru принадлежит компании Emerging Travel Group, основателями которой являются Сергей Фаге и Кирилл Махаринский.
В 2014 году Махаринский покинул компанию, но остался в совете директоров. Позже в этом же году к совету директоров присоединился один из первых инвесторов компании Фриц Демопулос, — соучредитель крупнейшего сервиса онлайн бронирования отелей и авиабилетов Qunar в Китае.
В 2017 году Сергей Фаге также ушёл из компании, на посту CEO его заменил Феликс Шпильман, который работал в Ostrovok.ru с 2013 года сначала на должности вице-президента по стратегии, а затем курировал в компании основную операционную деятельность.

## Инвестиции
Для запуска онлайн-сервиса Сергей Фаге и Кирилл Махаринский привлекли $13,6 млн инвестиций от ряда международных инвесторов, в числе которых были General Catalyst Partners, Accel Partners, Питер Тиль и Founders Fund, Никлас Зеннстрём и Atomico Ventures, Марк Пинкус, Эстер Дайсон, Фриц Демопулос, Себастьян де Халло, Навал Равикант, Феликс Шпильман, Скотт Банистер, Джеймс Хонг и Сэм Шанк. В результате сделки никто из инвесторов не получил контрольный пакет, — более 50 % акций компании осталось у её основателей.
В марте 2013 года Ostrovok.ru привлек ещё $25 млн, основным инвестором снова стал фонд General Catalyst Partners, а соинвесторами — Frontier Ventures, Accel Partners и Юрий Мильнер. По сообщениям компании, все средства ушли на развитие партнёрской сети и увеличение числа сотрудников колл-центра, а также продвижение существующих и запуск новых продуктов.
В 2014 году сооснователи социальной сети «ВКонтакте» Вячеслав Мирилашвили и Лев Левиев инвестировали в Ostrovok.ru 12 млн долларов. В этом же году инвестфонды General Catalyst и Accel Partners вышли из капитала Ostrovok.ru.
По данным Crunchbase, общая сумма инвестиций в «Островок» превышает $50 млн. По словам Сергея Фаге, сам он за всё время существования компании проинвестировал в неё $2 млн личных средств и по-прежнему остаётся одним из крупнейших акционеров бизнеса.

## Рынок и конкуренты
По данным издания «Деловой Петербург», на начало 2017 года на российском рынке онлайн-бронирования почти 80 % рынка занимала международная компания Booking.com. Среди других наиболее заметных игроков на рынка были отмечены Trivago, Hotels.ru и Ostrovok. При этом по данным Forbes среди российских компаний по посещаемости Ostrovok.ru находился в лидерах. По оценке журнала Ostrovok получился «действительно качественным продуктом», однако из-за быстрой экспансии на рынке компания тратила намного больше, чем зарабатывала. В конечном итоге онлайн-сервис сделал ставку на локальные особенности (компания интегрировалась с российским «Яндексом», предоставляет командировочные документы, подтверждающие оплату бронирования, и ищет в стране небольшие отели, которые не подключены к глобальным сетям дистрибуции), изменив свою стратегию и став нишевым игроком с меньшими бюджетами и выручкой.

## Ключевые показатели
Официально «Островок» не раскрывает свои показатели, однако по данным издания «КоммерсантЪ», выручка компании в 2012 году составила около $1 млн, в 2013 году примерно $4 млн. Летом 2015 года оборот онлайн-сервиса составил порядка $15 млн в месяц, выручка и расходы — около $1 млн в месяц, а годовой оборот вырос до $200 млн. В 2016 году, по словам Махаринского, оборот Ostrovok.ru составил более $350 млн, и компания вышла в плюс.
В 2018 году оборот Emerging Travel Group по итогам первых трёх кварталов 2018 года составил $508,2 млн, к концу года, по данным издания «КоммерсантЪ», показатель может увеличиться до $750 млн.
По данным SimilarWeb, ежемесячная аудитория сервиса оценивается в более 3,5 миллионов человек.